# Ugo Seunes
Pas d'image ? Cliquez ici

a Compétitions nationales et continentales officielles uniquement.

Dernière mise à jour le 1 août 2025.
Ugo Seunes, né le 15 novembre 2000, est un joueur français de rugby à XV évoluant principalement au poste de demi d'ouverture.

## Biographie
Ugo Seunes commence la pratique du rugby à XV à Agen, où il est formé au Sporting Union Agen Lot-et-Garonne entre 2008 et 2018,. 
En 2018, il rejoint ensuite le club de Blagnac Rugby, à l'occasion de ses études à Toulouse. Il fait ses débuts en senior durant la saison 2019-2020 de Fédérale 1 puis évolue ensuite en Nationale dès la saison suivante. Il y progresse rapidement et s'impose comme titulaire au poste de demi d'ouverture, tout en évoluant ponctuellement à l'arrière. Entre 2019 et 2024, Ugo Seunes dispute plus de 70 matchs avec Blagnac Rugby.
Après le dépôt de bilan du club en début d'année 2024, il tente l'aventure en Pro D2 en rejoignant le Stade aurillacois lors de l'été suivant. Il découvre ainsi le niveau professionnel. D'abord discret, il s'impose rapidement comme l'un des leaders de l'équipe. Il endosse également le rôle de buteur principal à partir de novembre 2024, travaillant alors avec Jérôme Miquel, ancien ouvreur du SU Agen, pour améliorer sa précision. Capable d'évoluer également à l'arrière, il est utilisé à ce poste lors de certaines rencontres. Son adaptabilité et son sens du jeu font de lui une des révélations de la saison en Pro D2. Ugo Seunes se distingue notamment par ses performances lors du match de barrage face au SO Chambéry, où il se montre décisif par ses choix de jeu et son adresse au pied avec un drop de 50 mètres. Sur la saison, il est titulaire lors de l'intégralité des rencontres qu'il dispute (24 matchs joués, 24 titularisations). Au total, il inscrit 188 points (sept essais, cinq drops, 22 transformations et 36 pénalités) durant sa première saison professionnelle.
Durant l'été 2025, il rejoint avec effet immédiat le Racing 92, club de Top 14, jusqu'en 2028.

## Style de jeu
Ugo Seunes est un joueur offensif, connu pour son audace et sa créativité dans l'animation. Il se distingue par un jeu au pied précis et varié, une bonne vision du jeu et une capacité à encaisser les contacts malgré un gabarit jugé léger (1,82 m pour environ 75 kg). Il cite Thomas Ramos, Finn Russell et Rupeni Caucaunibuca parmi ses inspirations.